# Combustión en lecho fluido

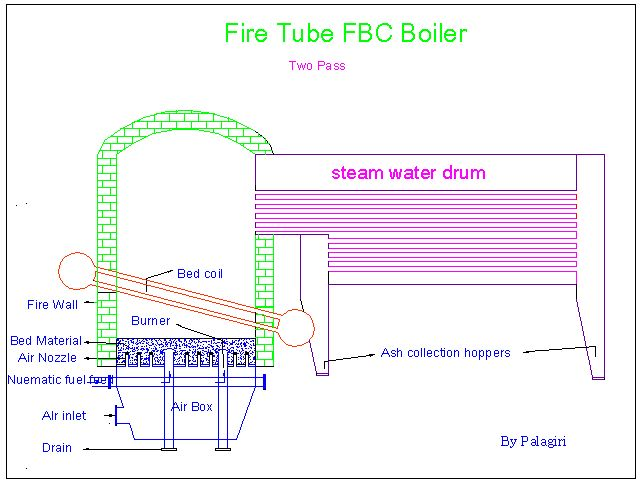
Combustión en lecho fluido

La combustión en lecho fluido (Fluidized bed combustión, FBC en inglés) es una tecnología de combustión usada en centrales eléctricas. Esta tecnología permite una mayor flexibilidad en el uso de combustible: carbón, biomasa lignocelulósica, basura etc, además de un mayor aprovechamiento del combustible y una mejor transferencia del calor producido durante la combustión.
Un lecho fluido está formado por el combustible en pedazos (aproximadamente es un 2-5% del peso total del lecho) y el lecho propiamente dicho (cenizas, piedra caliza, material adicional,...). No se permite la fundición del lecho, por lo que la temperatura está limitada a 850-900 °C. El lecho fluido sustenta el combustible sólido mientras se bombea aire hacia arriba durante la combustión. El resultado es la formación de remolinos que favorecen la mezcla del gas y del combustible.

## Historia
El concepto de combustión en lecho fluido surgió a principios de los años 50 en Estados Unidos y el Reino Unido, pero no atrajo el interés de las empresas eléctricas, principalmente por el alto coste y la poca importancia de las emisiones contaminantes en aquel tiempo.
En 1968 se construyó una planta experimental en Reino Unido donde se mejoró la tecnología y se probaron las posibilidades que ofrecía este tipo de centrales, sin embargo el gobierno británico no tuvo mucho interés en la planta, por lo que la mayor parte de los estudios eran financiados por empresas suecas.
A principios de los años 70 se construyó la primera planta que suministró electricidad a la red, era una pequeña planta de carbón en Rivesville, Virginia Occidental. Tras muchos problemas económicos y técnicos, debidos al alto coste de mantenimiento de la planta, la central se cerró a finales de esa misma década. Otras plantas pioneras también experimentaron muchos problemas con la erosión, la entrada de aire y la alimentación por carbón. A mediados de los años 70 se inició la construcción de plantas en Estados Unidos y Reino Unido que finalmente lograron probar su eficacia y beneficios, incluso algunas de estas plantas se hallan en funcionamiento.
Paralelamente se efectuó a principios de los años 80 un gran desarrollo y construcción de plantas en España y los países escandinavos, que sirvió para mejorar la tecnología existente así como la creación de nuevos conceptos. Actualmente la combustión en lecho fluido está experimentando un gran auge, debido al mejor aprovechamiento del carbón y la menor emisión de gases contaminantes.

## Tipos y características
Los distintos tipos de lechos fluidos se clasifican en función del parámetro R que indica la cantidad de material que recircula entre el material que se introduce en el lecho.
Si 0<R<1, se denomina lecho fluido estacionario. Si 1<R<20 el lecho fluido se llama circulante.
Lecho fluido estacionario
Velocidad del lecho: 1-2 m/s
Altura de la capa: 1-1,5 m
Q= 1,2-1,6 MW/m^2
Ventajas:
Temperatura de combustión más baja, buena transferencia de calor (superficie de metal para favorecer la transmisión de calor dentro del lecho), desulfuración interna por medio de piedra caliza, se evita la formación de otros gases contaminantes como halógenos, permite el quemado de carbones ricos en ceniza y combustibles de difícil ignición (por ejemplo, basura).
Desventajas:
Alto consumo propio y pérdidas en el hogar, mala respuesta a trabajo a carga parcial, el arranque en frío es complicado, técnica y económicamente costoso, la superficie de intercambio es susceptible a la erosión, se supera frecuentemente el límite de emisión de NOx.
Lecho fluido circulante
Comparación con lecho fluido estacionario:
Más complejidad técnica, es decir más componentes: ciclón de recirculación, no existe intercambiador de calor dentro del lecho, velocidad del gas mayor que la velocidad de caída de las partículas(5-6 m/s), mejor mezcla de los sólidos (mejor desulfuración, menos consumo de caliza), temperatura constante en todo el ciclo, menos pérdidas en el hogar, menores emisiones de NOx (la combustión es escalonada).

## Enlaces
- Diseño y Fabricación de Lechos Fluidos para Gasificación y otros propósitos
- FutureGen. Asociación para el desarrollo de una planta con cero emisiones (en inglés)
- EU regulation: Contaminantes procedentes de las grandes instalaciones de combustión
- Comparativa entre sistemas de combustión
- Un sistema que combina el lecho fluido y el lecho móvil
- Descripción de una oxicombustión del carbón en lecho fluido conseguida en Cubillos del Sil (León, España)

- Datos: Q2143002